# ツンドラネネツ語
ツンドラネネツ語（ツンドラネネツご、Tundra Nenets language）はロシア北部のカニン半島からエニセイ川にかけての地域でネネツ人によって話されるウラル語族サモエード諸語に属す言語である 。森林ネネツ語とともにネネツ語の方言とされることもあるが、両者の相互理解可能性は低い。広範囲で話されているにもかかわらず、ツンドラネネツ語は、いくつかの方言変種を除けばかなり均一である。
話者は全世代にわたって保たれており、子供にも受け継がれている。しかし、西部では、子供や若者のロシア語やコミ語などへの言語交替が進行しているところもある。

## 音韻論
ツンドラネネツ語の音節構造は一般にCVC（C=子音、V=母音）であり、2つ以上の子音からなる子音群は、最初、中間、最後のどの音節にも認められない。語はふつうは母音から始まることはない。ただし西部の方言では/ŋ/を失ったことで母音から始まる場合があり、標準的なツンドラネネツ語におけるŋarka ('big') は arkaとなる。

### 母音
ツンドラネネツ語の母音の音素数は10であるが、口蓋化（母音、子音ともでよく起こる）によって17の異音を持つ。母音の前舌性は文節的には弁別されない。
短母音は下図のとおり。太字で音素を表記、下部の左に口蓋化音を右に非口蓋化音を、IPAで記す。
|    |       | 平唇              | 円唇              |
| -- | ----- | ----------------- | ----------------- |
| 狭 | 長    | /í/ [(ʲ)iː], [ɨː] | /ú/ [(ʲ)ʉː], [uː] |
| 狭 | 短    | /i/ [(ʲ)i], [ɨ]   | /u/ [(ʲ)ʉ], [u]   |
| 中 | Tense | /e/ [(ʲ)eː], [ɤː] | /o/ [(ʲ)ɵː], [oː] |
| 中 | Lax   | /°/ [ə]           |                   |
| 広 | Tense | /a/ [(ʲ)aː], [ɑː] |                   |
| 広 | Lax   | /ø/ [(ʲ)ɐ], [ʌ]   |                   |

また、⟨æ⟩という母音もあり、[æ͡e̘]あるいは[æː]と交換可能である。この母音と狭母音は語頭音節のみに現れる。

#### 母音減少
ツンドラネネツ語（および姉妹語の森林ネネツ語）の文献の多くでは、いわるゆ「減母音」について言及されている。この減母音は
、強勢部にあるか非強勢部にあるかで、2つの異なる質のものに区別される。強勢部では⟨ø⟩と表記され、潜在する母音の減少異形を表し、非強勢音節では⟨â⟩と表記され、/a/の減少異形を表す。しかし、最近、減母音は実は短母音であり、それぞれ長母音と対になっていることがわかった。今日、⟨â⟩は単に⟨a⟩に置き換えられ、⟨ø⟩は短母音として表される。（ただし正字法の中では短母音とは明記されない。）

### 子音
ツンドラネネツ語の子音音素数は27である。すべての両唇および頂舌音は非口蓋化音と口蓋化音をもつ。
|          |          | 両唇     | 両唇   | 舌頂 | 舌頂 | 軟口蓋 | 声門 |
| 非口蓋化 | 口蓋化   | 非口蓋化 | 口蓋化 |      |      | 軟口蓋 | 声門 |
| -------- | -------- | -------- | ------ | ---- | ---- | ------ | ---- |
| 鼻       | 鼻       | m        | mʲ     | n    | nʲ   | ŋ      |      |
| 破裂     | 無声     | p        | pʲ     | t    | tʲ   | k      | ʔ    |
| 破裂     | 有声     | b        | bʲ     | d    | dʲ   |        |      |
| 破擦     | 無声     |          |        | ts   | tsʲ  |        |      |
| 摩擦     | 無声     |          |        | s    | sʲ   | x      |      |
| 接近     | 半母音   |          |        |      | j    | w      |      |
| 接近     | 側面接近 |          |        | l    | lʲ   |        |      |
| ふるえ   | ふるえ   |          |        | r    | rʲ   |        |      |

ふるえ音[r]は話者によっては口蓋垂音[ʀ]または口蓋垂摩擦音[ʁ]になる。 
すべての子音は語内の母音間で現われるが、他の場所では非常に限定的にしか現れない。
- 灰色で塗りつぶした16の子音は語頭であらわれる。
- 音節末では、/b/, /ʔ/, /m/, /n ~ ŋ/, /l/, /r/の6つの子音のみしか現れない。

#### 連音
ツンドラネネツ語には、語中、語間（活用など）において、子音群を単純化するという、連音の音韻プロセスがある。これは、いくつかの子音音素が二次的に潜在子音群から派生したことを示唆する。
- 摩擦音の硬音化：子音に先立つとき、摩擦音 /s/, /sʲ/, /x/はそれぞれ破擦音・破裂音/ts/, /tsʲ/, /k/ になる。
- 語末の非唇音の鼻音 /n/は共鳴音に先立つときに消失し、声門破裂音になる。語中では、 /nj/ が生じうる。

## 正字法
ツンドラネネツ語の文字はキリル文字にӇ ӈ, ʼ, ˮを加えた文字体系である。

### 母音
口蓋化音は非口蓋化音と区別して表記される。
| 音素表記   | 音素表記   | a | e | o | i | u | æ |
| ---------- | ---------- | - | - | - | - | - | - |
| キリル文字 | 非口蓋化音 | а | э | о | ы | у | э |
| キリル文字 | 口蓋化音   | я | е | ё | и | ю |   |

キリル文字の正字法では、減母音と/a/の区別、長母音/iː/、/uː/とその対の短母音/i/、 /u/の区別をしない。⟨æ⟩は口蓋化する部分では現れないので、表には示していない。
シュワー（[ə]）はキリル文字では直接対になるものはなく、ほとんどの場合、表記されない。とはいえ、時々、表記されることがあるが、非常にイレギュラーであり、表記システムの標準化も不十分である（⟨а⟩, ⟨я⟩, ⟨ы⟩, ⟨ӗ⟩, ⟨ŏ⟩のいずれかで表記される）。たとえば、それぞれ音素表記とキリル文字で記された次のような語である。
- /xad°/, хад ('吹雪')
- /nix°/, ныхы ('力')

### 子音
キリル文字の正字法の子音を下の表に示す。口蓋化音は含まれないことに注意。
| 音素表記   | /m/ | /p/ | /b/ | /w/ | /n/ | /t/ | /d/ | /ts/ | /s/ | /j/ | /l/ | /r/ | /ŋ/ | /k/ | /x/ | /ʔ/ | /ʔ/ |
| キリル文字 | м   | п   | б   | в   | н   | т   | д   | ц    | с   | й   | л   | р   | ӈ   | к   | х   | ˮ   | ʼ   |

⟨ˮ⟩の文字はオリジナルの声門閉鎖音であるが、⟨ʼ⟩ は語末の/n/由来の声門閉鎖音である。
ロシア語と同様、口蓋化した子音は⟨ь⟩であらわし、例えば/mʲ/は⟨мь⟩と表記される。 ただし口蓋化した母音と連続する場合は用いられず、そのような場合は、例えば/mʲo/は⟨мё⟩と表される。

## 文例
(Article 1 of the Universal Declaration of Human Rights)
Ет хибяри ненэць соямарианта хуркари правада тнява, ӈобой ненээя ниду нись токалба, ӈыбтамба илевату тара.
読み

Et xibjari nenėc’ sojamarianta xurkari pravada tnjava, ṇoboj nenėėja nidu nic’ tokalba, ṇybtamba ilevatu tara.
翻訳

すべての人間は尊厳と権利をもって自由で平等に生まれてくる。理性と良心を授けられており、お互いに兄弟愛の精神をもって行動すべきである。

## 参考
- Salminen, Tapani (1997). Tundra Nenets inflection. Mémoires de la Société Finno-Ougrienne. 227. Helsinki: Suomalais-Ugrilainen Seura. ISBN 952-5150-02-X
- Salminen, Tapani (1998). A morphological dictionary of Tundra Nenets. Lexica Societatis Fenno-Ugricate. XXVI. Helsinki: Suomalais-Ugrilainen Seura. ISBN 951-9403-99-X
- Nikolaeva, Irina (2014). A Grammar of Tundra Nenets. Mouton Grammar Library. 65. Berlin/Boston: Walter de Gruyter. ISBN 978-3-11-032047-3